# Dan Kesa
Dragan "Dan" Kesa (Kanada, Brit Columbia, Vancouver, 1971. november 23. –) profi jégkorongozó.

## Karrier
Az 1991-es NHL-drafton a Vancouver Canucks választotta ki az ötödik kör 95. helyén. Ekkor a WHL-ben szereplő Prince Albert Raiders játszott majd még egy idényt itt töltött. A WHL után az AHL-be a Hamilton Canucks került másfél szezonra és végül a Vancouver felhívta 19 mérkőzésre. A következő idényt az AHL-beli Syracuse Crunchben játszotta. 1995–1996-ban az IHL-ben játszott és ezen egy szezon alatt két csapatban is megfordult: Michigan K-Wings, Detroit Vipers. Szintén ebben az idényben még az AHL-be is felkerült és itt a Springfield Falcons-ban játszott és a szezon legvégén még mindig 1996-ban a Dallas Stars felhívta az NHL-be három mérkőzésre. 1996–1998 között a Detroit Vipersben játszott az IHL-ben. 1998–1999-ben majdnem egy teljes idényt töltött a Pittsburgh Penguinsnél de ismét visszakerült az IHL-be két szezonra a Detroit Vipersbe és egy mérkőzésre a Manitoba Mooseba. 1999–2000-ben a Tampa Bay Lightningban 50 mérkőzést játszott. Utána ismét vissza az IHL-be a Manitoba Mooseba. Utolsó két idényét Oroszországban (Omszk Avangard) és Ausztriában (Vienna Capitals) töltötte. 2003-ban visszavonult.